# 张世通沟
张世通沟位于中华人民共和国黑龙江省五大连池市境内，是石龙河流域的一条支流，发源于朝阳乡尾山农场东北尾山以北的山谷，蜿蜒向西南流，经五大连池镇五大连池农场，汇入石龙河上游五大连池湖中的三池。河长23.5千米，河宽2～5米，平均水深0.6米。